# Carl Gunnar Engström
Carl Gunnar David Engström, född 1 september 1912 i Oskarshamn, död 9 januari 1987, var en svensk flygläkare och innovatör.
Carl Gunnar Engström var son till grosshandlaren Carl Johan Engström i Oskarshamn och Judith Ringberg. Han utbildade sig till läkare med examen 1941. Han var läkare från 1941, bland annat infektionsläkare på Stockholms epidemisjukhus, och blev flygläkare i Flygvapnet 1956. Han disputerade i medicin på Uppsala universitet 1963 på avhandlingen The clinical application of prolonged controlled ventilation: with special reference to a method developed by the author.
Före respiratorn fanns järnlungan, en maskin som med hjälp av under- och övertryck höll igång patientens andning. Hela kroppen, förutom huvudet, var placerad i en tryckkammare, där det inte gick att reglera hur mycket luft patienten fick i sig. Det problemet löste Carl Gunnar Engström med sin respirator, som via ett enkelt rör genom luftstrupen syresätter kroppen. Engströms respirator patenterades 1950 och var en mindre apparat än järnlungan som stod bredvid patienten och inte omslöt vederbörande. Respiratorn hade en cylinder för att bestämma luftmängden, och en pump. En slang fördes ner i patientens luftrör, en liten ballong blåstes upp som tätning runt röret, och sedan fick respiratorn pumpa in luft i lungorna. Luftmängden och mängden per tidsenhet ställdes in med en ratt. Respiratorn Engström 150 (Engstrom Universal Respirator) började serietillverkas 1954. 
Företaget Mivab, som först tillverkade Engströms respirator, är idag en liten del av Datex/Ohmeda-divisionen av General Electric Health Care. Grundprincipen för respiratorn är fortfarande densamma, men ett tekniksprång gjordes med servoventilatorn från Siemens-Elema på 1970-talet. 
Carl Gunnar Engström var 1944–1954 gift med Letty Steensrup (född 1919).